# Brasão do Príncipe da Espanha
O brasão real do Príncipe de Espanha foi criado e estabelecido no Decreto 814, de 22 de abril de 1971, no qual foram adotadas as Regras para Bandeiras, Estandartes, Guias e Insígnias. 
1. ↑  (em castelhano) Spanish Decree 814 of 22nd April 1971 Arquivado em 30 abril 2018 no Wayback Machine. Boletín Oficial del Estado, Official Gazette of the Spanish Government, no. 99. Retrieved 10 December 2015.